# Lisa Regnell
Lisa Teresia Regnell (* 3. Februar 1887 in Stockholm; † 5. November 1979 ebenda) war eine schwedische Wasserspringerin.

## Erfolge
Lisa Regnell, die für den Stockholms KK startete, trat bei den Olympischen Spielen 1912 in Stockholm im Turmspringen an. In ihrer Vorrundengruppe erreichte sie mit 34,1 Punkten den zweiten Platz und schaffte so den Einzug ins Finale. Dort verbesserte sie ihre Punktzahl auf 36 Punkte und schloss den Wettkampf hinter ihrer Landsfrau Greta Johansson, die mit 39,9 Punkten Olympiasiegerin wurde, und vor der mit 34 Punkten drittplatzierten Britin Belle White auf dem zweiten Platz ab, womit sie die Silbermedaille gewann. Ihre Schwester Elsa beendete den Wettbewerb auf dem vierten Platz. Auch Regnells Bruder Nils war Sportler und nahm bei den Olympischen Zwischenspielen 1906 in Athen an mehreren Wettkämpfen im Schwimmen teil.
Nach den Spielen studierte sie Musikwissenschaften und macht ihren Abschluss an der Musikakademie als Organistin. Von 1914 bis 1920 war Regnell als erste Frau Mitglied des Vorstands des schwedischen Schwimmverbandes. Regnell war mit Sam Lindh verheiratet, der von 1918 bis 1932 Schatzmeister beim schwedischen Schwimmverband war.